# Interbrotica
Interbrotica là một chi bọ cánh cứng trong họ Chrysomelidae.
Chi này được miêu tả khoa học năm 1965 bởi Bechyne & Bechyne.

## Các loài
Chi này gồm các loài:
- Interbrotica desiderata Bechyne & Bechyne, 1965